# Польові Бікшики
Польові Бі́кшики (рос. Полевые Бикшики, чув. Хирти Пикшик) — присілок у складі Батиревського району Чувашії, Росія. Адміністративний центр Бікшицького сільського поселення.
Населення — 1093 особи (2010; 1135 у 2002).
Національний склад:
- татари — 100 %